# Liste des châteaux d'Ille-et-Vilaine
Cet article recense de manière non exhaustive les châteaux (de défense ou d'agrément), maisons fortes, mottes castrales, situés dans le département français d'Ille-et-Vilaine. Ancien duché de Bretagne, département 35.

## Liste
| Icône            | Signification    | Abréviations             | Abréviations                  | Abréviations             | Abréviations           |
| ---------------- | ---------------- | ------------------------ | ----------------------------- | ------------------------ | ---------------------- |
| Château fort     | Château fort     | = Bastide                | = Ferme fortifiée             | = Maison forte           | = (Néo-)Palladianisme  |
| Renaissance      | Renaissance      | = Château gascon         | = Folie (montpelliéraine)     | = Manoir, Gentilhommière | = Résidence épiscopale |
| Domaine viticole | Domaine viticole | = Classicisme, classique | = Forteresse, fort(ification) | = Maison (noble)         | = Style Beaux-Arts     |
| Palais           | Palais           | = Commanderie            | = Gothique (flamboyant)       | = Néo-baroque            | = Style Second Empire  |
| Ruine ou disparu | Ruine, disparu   | = Château pinardier      | = Hôtel particulier           | = Néo-classique          | = Style italianisant   |
|                  |                  | = Demeure seigneuriale   | ... = Style Louis XII...XVI   | = Néo-gothique           | = Style troubadour     |
|                  |                  | = Éclectisme             | = Logis (seigneurial)         | = Néo-Renaissance        | = Villa (de Nice)      |
| Baroque, rococo  | Baroque, rococo  | = Édifice religieux      | = Motte castrale/féodale      | = Pavillon de chasse     | = Styles du XXe siècle |

| Type                                            | Château                                 | Commune                | Protection | Notes | Coordonnées                 | Illustration |
| ----------------------------------------------- | --------------------------------------- | ---------------------- | --- | --- | --------------------------- | ------------ |
| Style Louis XIII                                | Château de la Ballue                    | Bazouges-la-Pérouse    | Inscrit MH (1999) · Notice no PA00090503 · Jardin remarquable                                                                     | XVIIe et XVIIIe siècles, XXe siècle                                                                          | 48° 26′ 35″ N, 1° 32′ 18″ O |              |
| Manoir, gentilhommière                          | Manoir de la Baronnais                  | Dinard                 | Inscrit MH (1972) · Notice no PA00090542                                                                                          | XVIIe siècle                                                                                                 | 48° 37′ 23″ N, 2° 03′ 24″ O |              |
| Style Louis XIII                                | Château de Bel-Air                      | Le Pertre              | Inscrit MH (2001) · Notice no PA35000017                                                                                          | XIXe et XXe siècles                                                                                          | 48° 02′ 20″ N, 1° 02′ 37″ O |              |
| Manoir, gentilhommière · Classicisme, classique | Château de Blossac                      | Goven                  | Inscrit MH (1957, 2019) · Notice no PA00090583                                                                                    | XVe siècle, XVIIe et XVIIIe siècles                                                                          | 48° 01′ 54″ N, 1° 46′ 45″ O |              |
| Style Louis XIII                                | Château du Bois-Bide                    | Pocé-les-Bois          | Inscrit MH (2007) · Notice no PA35000033                                                                                          | XVIIe siècle, XIXe et XXe siècles                                                                            | 48° 06′ 32″ N, 1° 16′ 01″ O |              |
| Néo-gothique                                    | Château du Bois-Cornillé (Boiscornillé) | Val-d'Izé              | Inscrit MH (1988, 1992) · Notice no PA00090893                                                                                    | XVe siècle, XIXe et XXe siècles                                                                              | 48° 11′ 11″ N, 1° 17′ 38″ O |              |
| Château fort · Classicisme, classique           | Château du Bois Glaume                  | Poligné                | Inscrit MH (1972) · Notice no PA00090661                                                                                          | Moyen Âge, XVIIe et XVIIIe siècles                                                                           | 47° 53′ 40″ N, 1° 40′ 37″ O |              |
| Style Louis XIV                                 | Château du Bois-Guy                     | Parigné                | Notice no IA35130993 | XVe et XVIIe siècles                                                                                         | 48° 26′ 19″ N, 1° 12′ 32″ O |              |
| Château fort · Manoir, gentilhommière           | Manoir de Boisorcant                    | Noyal-sur-Vilaine      | Classé MH (1987) · Inscrit MH (1994) · Notice no PA00090646 · Notice no IA35031795                                                | XVe et XVIIIe siècles                                                                                        | 48° 03′ 52″ N, 1° 30′ 07″ O |              |
| Classicisme, classique                          | Château de Bonaban                      | La Gouesnière          | Notice no IA35046501 | XVIIIe siècle                                                                                                | 48° 35′ 51″ N, 1° 53′ 16″ O |              |
| Renaissance                                     | Château de Bonnefontaine                | Antrain                | Inscrit MH (1943) · Notice no PA00090496                                                                                          | XVIe siècle, Renaissance bretonne, parc de 25 hectares                                                       | 48° 26′ 46″ N, 1° 29′ 25″ O |              |
| Manoir, gentilhommière                          | Château du Bos                          | Saint-Malo             | Inscrit MH (1994) · Notice no PA00090802                                                                                          | XVIIIe siècle                                                                                                | 48° 36′ 22″ N, 1° 59′ 52″ O |              |
| Style Louis XIV                                 | Château du Boschet                      | Bourg-des-Comptes      | Classé MH (1969, 2011) · Notice no PA00090508 · Notice no IA35000831                                                              | XVIIe et XVIIIe siècles                                                                                      | 47° 54′ 48″ N, 1° 45′ 24″ O |              |
| Classicisme, classique                          | Château du Bouëxic                      | La Chapelle-Bouëxic    | Inscrit MH (2015) · Notice no PA35000068 · Notice no IA35002628                                                                   | XVe et XVIIe siècles                                                                                         | 47° 55′ 44″ N, 1° 56′ 16″ O |              |
| Renaissance · Style Louis XIV                   | Château de la Bourbansais               | Pleugueneuc            | Classé MH (1959) · Notice no PA00090656 · Jardin remarquable                                                                      | XVIe et XVIIe siècles, XVIIIe et XIXe siècles, zoo, jardins classés                                          | 48° 24′ 16″ N, 1° 53′ 49″ O |              |
| Château fort · Ruine ou disparu                 | Château de Boutavent                    | Iffendic               | Notice no IA35029662 | XIe siècle                                                                                                   | 48° 04′ 29″ N, 2° 03′ 04″ O |              |
| Manoir, gentilhommière · Style Second Empire    | Château de la Briantais                 | Saint-Malo             | Notice no IA35046447 | XVIIe et XIXe siècles, jardin à l'anglaise                                                                   | 48° 37′ 05″ N, 2° 00′ 45″ O |              |
| Néo-Renaissance                                 | Château des Bretonnières                | Erbrée                 | Notice no IA35046362 | XVIe siècle, XVIIe et XIXe siècles, info                                                                     | 48° 06′ 25″ N, 1° 04′ 56″ O |              |
|                                                 | Château de Caradeuc                     | Bécherel               | | Parc de 40 hectares                                                                                          |                             |              |
|                                                 | Château de La Chapelle-Chaussée         | La Chapelle-Chaussée   | | XVIe et XIXe siècles                                                                                         |                             |              |
|                                                 | Château de Châteaugiron                 | Châteaugiron           | | |                             |              |
| Manoir, gentilhommière                          | Malouinière de la Chipaudière           | Saint-Malo             | | XVIIIe siècle                                                                                                | 48° 38′ 12″ N, 1° 57′ 26″ O |              |
|                                                 | Château de Combourg                     | Combourg               | | XIIe et XVe siècles, berceau du romantisme, château d'enfance du François-René de Chateaubriand, parc classé |                             |              |
| Forteresse, fort(ification)                     | Fort de la Conchée                      | Saint-Malo             | Classé MH (1984) · Notice no PA00090809                                                                                           | XVIIe siècle                                                                                                 | 48° 41′ 01″ N, 2° 02′ 39″ O |              |
| Manoir, gentilhommière                          | Malouinière du Demaine                  | Saint-Méloir-des-Ondes | Inscrit MH (1993) · Notice no PA00125346 · Notice no IA35004633                                                                   | XVIIIe siècle                                                                                                | 48° 39′ 03″ N, 1° 56′ 35″ O |              |
|                                                 | Château de l'Espinay                    | Champeaux              | | |                             |              |
|                                                 | Château de la Foltière                  | Le Chatellier          | | Parc et jardins labellisés « Jardin remarquable »                                                            |                             |              |
| Château fort                                    | Château de Fougères                     | Fougères               | | |                             |              |
| Château fort · Ruine ou disparu                 | Château de Grand-Fougeray               | Grand-Fougeray         | Classé MH (1913) · Notice no PA00090585                                                                                           | XIIIe et XVe siècles                                                                                         | 47° 43′ 25″ N, 1° 43′ 38″ O |              |
| Manoir, gentilhommière                          | Manoir du Grand Trémaudan               | Combourg               | Inscrit MH (2005) · Notice no PA35000024                                                                                          | XVe et XVIe siècles, XVIIe siècle                                                                            | 48° 23′ 19″ N, 1° 46′ 33″ O |              |
| Manoir, gentilhommière                          | Malouinière du Grand Val Ernoul         | Saint-Méloir-des-Ondes | | |                             |              |
|                                                 | Château de Hédé                         | Hédé-Bazouges          | | |                             |              |
| Forteresse, fort(ification)                     | Fort de Île Harbour                     | Dinard                 | Classé MH (1952) · Notice no PA00090540                                                                                           | XVIIe siècle                                                                                                 | 48° 39′ 10″ N, 2° 04′ 10″ O |              |
|                                                 | Château de Landal                       | Broualan               | | |                             |              |
| Maison (noble)                                  | Maison de la Lanterne                   | Combourg               | Inscrit MH (1966) · Notice no PA00090537 · Notice no IA35017536                                                                   | XVIe siècle                                                                                                  | 48° 24′ 33″ N, 1° 45′ 05″ O |              |
| Manoir, gentilhommière                          | Manoir de Limoëlou                      | Saint-Malo             | | XVIe siècle, musée de Jacques Cartier                                                                        |                             |              |
|                                                 | Château de Lourdes                      | Saint-Méloir-des-Ondes | | |                             |              |
| Manoir, gentilhommière                          | Manoir de la Marche                     | Le Pertre              | | |                             |              |
| Manoir, gentilhommière                          | Malouinière de la Mettrie-aux-Louëts    | Saint-Coulomb          | Inscrit MH (1993) · Notice no PA00125344 · Notice no IA35004297                                                                   | XVIIIe siècle                                                                                                | 48° 40′ 03″ N, 1° 55′ 43″ O |              |
|                                                 | Château de Monbouan                     | Moulins                | | |                             |              |
|                                                 | Château de Montmarin                    | Pleurtuit              | | XVIIIe siècle, jardins classés                                                                               |                             |              |
|                                                 | Château de Montmuran                    | Iffs                   | | XIIe et XIVe siècles, XVIIIe siècle, présence de Bertrand Du Guesclin                                        |                             |              |
|                                                 | Château de la Motte-des-Vaux            | Ercé-en-Lamée          | Inscrit MH (1977) · Notice no IA35046309, sur la plateforme ouverte du patrimoine, base Mérimée, ministère français de la Culture | XVIIIe siècle                                                                                                |                             |              |
|                                                 | Château de la Motte-Jean                | Saint-Coulomb          | | |                             |              |
| Forteresse, fort(ification)                     | Fort National                           | Saint-Malo             | | |                             |              |
|                                                 | Château du Nessay                       | Saint-Briac-sur-Mer    | | |                             |              |
| Classicisme, classique                          | Château des Ormes                       | Epiniac                | Notice no IA35001848 | Moyen Âge, XVIe et XVIIe siècles                                                                             | 48° 29′ 25″ N, 1° 43′ 34″ O |              |
| Forteresse, fort(ification)                     | Fort du Petit Bé                        | Saint-Malo             | | |                             |              |
|                                                 | Château du Plessis-Bardoult             | Pléchâtel              | | |                             |              |
|                                                 | Château de la Portbarré                 | Saint-Méloir-des-Ondes | | |                             |              |
| Maison (noble)                                  | Maison du Prince Noir                   | Dinard                 | Inscrit MH (1926) · Notice no PA00090541                                                                                          | XIVe siècle                                                                                                  | 48° 37′ 51″ N, 2° 03′ 10″ O |              |
|                                                 | Château du Rocher-Portail               | Saint-Brice-en-Coglès  | | |                             |              |
|                                                 | Château des Rochers-Sévigné             | Vitré                  | | |                             |              |
| Villa                                           | Villa Les Roches Brunes                 | Dinard                 | Inscrit MH (2014) · Notice no PA35000054                                                                                          | XIXe siècle                                                                                                  | 48° 38′ 24″ N, 2° 03′ 26″ O |              |
|                                                 | Château de la Rouërie                   | Saint-Ouen-la-Rouërie  | | |                             |              |
| Ruine ou disparu                                | Château de Saint-Aubin-du-Cormier       | Saint-Aubin-du-Cormier | | |                             |              |
|                                                 | Château de Saint-Malo                   | Saint-Malo             | | |                             |              |
|                                                 | Tour Solidor                            | Saint-Malo             | | |                             |              |
|                                                 | Château du Teilleul                     | Bourgbarré             | | Parc arboré                                                                                                  |                             |              |
|                                                 | Château des Tesnières                   | Torcé                  | | |                             |              |
| Classicisme, classique                          | Château de Vaulérault                   | Saint-Méloir-des-Ondes | Inscrit MH (1993) · Notice no PA00090877 · Notice no IA35004558                                                                   | XVIIIe siècle                                                                                                | 48° 39′ 17″ N, 1° 52′ 07″ O |              |
| Manoir, gentilhommière                          | Manoir de la Vicomté                    | Dinard                 | Notice no IA35000357 | XVIe et XIXe siècles                                                                                         |                             |              |
| Manoir, gentilhommière                          | Malouinière de la Ville Bague           | Saint-Coulomb          | | XVIIIe siècle, parc                                                                                          |                             |              |
|                                                 | Château de la Villouyère                | Vignoc                 | | |                             |              |
| Château fort                                    | Château de Vitré                        | Vitré                  | | |                             |              |